# Чемпионат Европы по футболу 2026 среди юношей до 17 лет

## Чемпионат Европы по футболу среди юношей до 17 лет 2026
Чемпионат Европы по футболу среди юношей до 17 лет 2026 года (англ. 2026 UEFA European Under-17 Championship) — 23-й розыгрыш турнира под эгидой УЕФА и 42-й, если учитывать чемпионаты до 16 лет. Финальный этап турнира пройдёт летом 2026 года в Эстонии.

### Выбор хозяев
Решение о проведении турнира в Эстонии было принято Исполнительным комитетом УЕФА в сентябре 2023 года. Ранее страна принимала чемпионат Европы до 19 лет в 2012 году.

### Формат
С сезона 2024/25 турнир проходит в новом формате. В финальном этапе участвуют 8 сборных: хозяева (Эстония) и 7 команд, прошедших квалификацию. Несмотря на автоматическое попадание в финальный раунд, Эстония также принимает участие в квалификационных играх.

### Квалификация
Квалификационный турнир стартует 1 октября 2025 года и завершится в ноябре. По его итогам 7 лучших команд присоединятся к сборной Эстонии в финальной стадии.

### Города и стадионы
- Таллинн
  - A. Le Coq Arena (вместимость — 14 336)
  - Калев Центральный стадион
  - Кадриорг стадион
- Раквере
  - Раквере стадион

### Связь с чемпионатом мира
Турнир также служит отборочным этапом к чемпионату мира среди юношей до 17 лет 2026, который пройдёт в Катаре с 3 по 27 ноября 2026 года.